# Gouden Uien 2005
De Gouden Uien werden uitgereikt op 6 oktober 2005 in Club Monza, Utrecht voor de slechtste prestaties in Nederlandse speelfilms.
De uitreiking werd gepresenteerd door Hilje Rogaar en Kes Blans. Ze werden geassisteerd door Sigrid Brunyanszki.
De grootste "winnaar" was Joyride, die drie van de vijf genomineerde Uien won. Een andere grote kanshebber was eveneens Gay met vier nominaties.
De grootste "verliezer" van deze eerste editie was, ondanks diens vijf nominaties, Kameleon 2.
Joyride-regisseur Frank Herrebout kwam als enige zijn prijzen persoonlijk ophalen. Georgina Verbaan liet op haar website weten de film niet eens uitgekeken te hebben.
Hier volgt een volledige lijst van genomineerden met de "winnaars" in vet gedrukt:

## Slechtste film
Joyride
Gay
Snowfever
De Kameleon 2
Amazones

## Slechtste acteur
Daan Schuurmans in Floris en Snowfever
Hugo Metsers in Gay
Steven de Jong in De Kameleon 2
Chris Zegers in De Kameleon 2

## Slechtste actrice
Georgina Verbaan in Amazones en Joyride
Josefine van Asdonk in Gay
Peggy Vrijens in Joyride
Dorien Haan in Joyride

## Slechtste regisseur
Frank Herrebout voor Joyride
Steven de Jong voor De Kameleon 2
Tom Six voor Gay

## Slechtste bijrol van een BN'er
Chazia Mourali in Vet Hard
Erica Terpstra in Pluk van de Petteflet
Jim Bakkum in Snowfever
Jan Douwe Kroeske in De Kameleon 2

## Grootste flop
Zwarte Zwanen
Deze film had een budget van € 500.000, maar trok slechts 978 bezoekers.
2005 · 2006 · 2007